# Red Nose Day

Red-Nose-Day-Logo

Der Red Nose Day in Deutschland ist eine aus dem Vereinigten Königreich stammende, im Jahr 1988 von der Hilfsorganisation Comic Relief ins Leben gerufene Spendenaktion. Der Fernsehsender ProSieben übernahm die Aktion im Jahr 2003 nach Deutschland und führte entsprechende jährliche Aktionstage bis 2018 durch. Durch den Verkauf von roten Plastiknasen und weitere Aktionen werden Spenden gesammelt.

## Ursprung im Vereinigten Königreich
Die Idee des Red Nose Day stammt aus Großbritannien. Comedykünstler gründeten 1985 die Stiftung Comic Relief UK, um mithilfe Prominenter bei der Bevölkerung Spenden für Kinder in Afrika zu sammeln. Mit dem Prinzip Hilfe durch Humor wurde am 5. Februar 1988 beim britischen Sender BBC in einer mehrstündigen Fernsehshow der erste Red Nose Day ausgestrahlt. Durch den Red Nose Day konnte Comic Relief bereits etwa 2,5 Milliarden Euro (Stand: 2020) für Hilfsprojekte sammeln und einsetzen.
Im Vereinigten Königreich wird der Red Nose Day wie ein Feiertag zelebriert. Jährlich werden etwa 5,8 Millionen roter Plastiknasen verkauft. Die Stiftung gilt als größte unabhängige Charityorganisation des Vereinigten Königreichs.

## Red Nose Day in Deutschland
Der Fernsehsender ProSieben und die Produktionsfirma Prime Productions brachten die Idee des Red Nose Days im Jahr 2003 nach dem britischen Vorbild nach Deutschland. Im Dezember 2005 wurde der Verein zur Förderung des Red Nose Day e. V. gegründet. Mit Sitz in Unterföhring ist der Verein ein Zusammenschluss von Unternehmen und Personen der deutschen Medienwirtschaft, die soziale, ehrenamtliche Engagements für bedürftige Kinder und Jugendliche nachhaltig fördern. Organisationen und Projekte im In- und Ausland, die von den gesammelten Spenden des Red Nose Day unterstützt werden, tragen zur Grundsicherung (Nahrung, Wasser, Bekleidung), zur Schulbildung (auch Kindergärten, Krippen, Heime, Spielplätze und Horte) sowie zur Erholung (Camps, Sportstätten und Sportprogramme) für bedürftige Kinder und Jugendliche bei.

### Red Nose Day 2003
Der erste deutsche Red Nose Day wurde am 14. März 2003 unter dem Motto Tut was Verrücktes und sammelt Geld! um 20:15 Uhr ausgestrahlt. Moderiert wurde die über dreistündige Comedy-Spendengala von Sonya Kraus und Thomas Hermanns. Anke Engelke, Nena, Michael Herbig, Ingolf Lück, Otto Waalkes, Stefan Raab, Udo Lindenberg und viele andere traten auf, um Spenden zu sammeln.
Bis zum Ende der Liveshow belief sich der Spendenerlös, der sich aus dem Verkauf der roten Charity-Nasen, per Telefon- und Internetspende, Überweisung sowie der Red Nose Day-Internetauktion zusammensetzte, auf 1.567.000 Euro. Dieser wurde für Projekte, u. a. Comic Relief UK, der Kindernothilfe, PowerChild e. V. und die Deutsche Kinder- und Jugendstiftung eingesetzt.
Am folgenden Tag um 18:30 Uhr moderierte Sonya Kraus in The Best of Red Nose Day Highlights der Spendengala.
Insgesamt sahen 2,28 Millionen Zuschauer die Sendung. Der Zielgruppenmarktanteil lag bei 16,4 Prozent der 14- bis 49-Jährigen.

### Red Nose Day 2004
Der zweite Red Nose Day fand unter dem Motto Haare rot für Kinder in Not am 26. März 2004 um 20:15 Uhr statt. Moderiert wurde die Livesendung im Coloneum erneut von Sonya Kraus und Thomas Hermanns. Zu den prominenten Auftritten gehörten u. a. Phil Collins, Stefan Raab, Max Mutzke, Hugo Egon Balder, Christian Tramitz, Ingo Appelt, Mario Barth, Hans Werner Olm und Johann Köhnich, Udo Walz, Bernhard Hoëcker, Atze Schröder, Joey Kelly, Annette Frier, Caroline Beil, Norbert Blüm, Florian Langenscheidt und Oliver Pocher.
Die Bands Overground, Preluders und Bro’Sis bildeten die Formation Popstars United und nahmen das Titellied für den zweiten Red Nose Day auf. Es war ein Cover des Beatles-Liedes With a Little Help from My Friends.
Die gesammelten Spenden beliefen sich auf über 2 Millionen Euro und gingen an die Kindernothilfe, Children for a better World, Off Road Kids und Comic Relief UK.
Die Zuschauerzahlen waren geringer als im Jahr 2003: nur 1,88 Millionen Zuschauer bei einem Marktanteil von 7,8 Prozent sahen die Sendung.

### Red Nose Day 2005
Beim dritten Red Nose Day am 11. März 2005, bei dem zusätzlich Kai Pflaume die fast vierstündige Liveshow moderierte, wurde mit einer Summe von mehr als 3 Millionen Euro ein neuer Spendenrekord erzielt. Prominente Gäste waren Gwen Stefani, Stefan Raab, Michael Mittermeier, Sarah Connor, Max Mutzke und Oliver Pocher.
Auch im dritten Jahr gingen die Zuschauerzahlen zurück: nur noch 1,57 Millionen Zuschauer verfolgten die Sendung. Der Marktanteil betrug lediglich 6,4 Prozent.

### Red Nose Day 2006
Der vierte Red Nose Day fand am 20. April 2006 statt und wurde wieder von Thomas Hermanns und Sonya Kraus moderiert. Er konnte nicht an frühere Spendenergebnisse anknüpfen und erreichte Spenden von etwas über 820.000 Euro. Gäste der Liveshow waren u. a. Hennes Bender, Markus Majowski, Hans-Werner Olm, Rowan Atkinson, Dirk Bach, Annette Frier, Bernhard Hoëcker, Udo Walz, Michael Kessler, Axel Stein, Michael Mittermeier, Heinz Hoenig, Reamonn und Ingo Appelt.
Auch im Jahr 2006 sahen weniger Zuschauer die Sendung: Nur noch 0,98 Millionen Zuschauer sahen den Red Nose Day bei einem Gesamtmarktanteil von 3,3 Prozent. Nachdem TV total beendet war, wurde das Finale des Red Nose Day ausgestrahlt, in welchem das Spendenergebnis bekanntgegeben wurde. Dies verfolgten 1,34 Millionen Zuschauer bei einem Marktanteil von 17,7 Prozent und hatte damit deutlich mehr Zuschauer als die Hauptsendung.

### Red Nose Day 2007
Nach den enttäuschenden Ergebnissen des Vorjahrs, wurde das Konzept des Red Nose Day überarbeitet. So wurde in der Woche vom 17. bis zum 22. Dezember 2007 über die Red Nose Day-Aktionen in verschiedenen Formaten berichtet. Am 22. Dezember 2007 wurde von Sonya Kraus um 19:00 Uhr ein talk talk talk - Das Red Nose Day Spezial moderiert. Die durch Auftritte bekannter Comedians gefüllte Hauptshow Quatsch goes Christmas-Show, welche bereits im November 2007 aufgezeichnet wurde, präsentierte Thomas Hermanns um 20:15 Uhr. Diese verfolgten lediglich 1,45 Millionen Zuschauern bei 8,2 Prozent Marktanteil. Anschließend wurden von Sonya Kraus die aktuellen Spendenstände vorgestellt.

### Red Nose Day 2008
Am sechsten Red Nose Day am 4. Dezember 2008 gab es erneut keine Hauptshow. Von 12:00 bis 0:00 Uhr gab es während des regulären Programms Liveschaltungen zur Spendenhotline. An diesen saßen u. a. Lena Gercke, Barbara Meier, Jenny KL, Johanna Klum, Charlotte Engelhardt, Monica Ivancan, Petra Nadolny, Annemarie Warnkross und Stefan Gödde. Weitere prominente Unterstützer waren Detlef D. Soost, Daniel Aminati, Michael Marx, Uri Geller und Regina Halmich. Unterstützt wurden die Kinderhilfsorganisationen Children for a better World, die Kindernothilfe, Off Road Kids, Die Arche und Horizont e. V.
Auch während die Sendung Popstars ab 20:15 Uhr ausgestrahlt wurde, machte Sonya Kraus auf den Red Nose Day aufmerksam. Die letzten Kandidatinnen präsentierten das Weihnachtslied I Believe in X-Mas, welches gleichzeitig das Titellied des diesjährigen Red Nose Day war.

### Red Nose Day 2009
Sat.1 und Kabel eins, Schwestersender von ProSieben, unterstützten im Jahr 2009 erstmals den Red Nose Day. So wurde während der Ausstrahlung verschiedener Sendungen, u. a. beim Fast-Food-Duell oder dem Frühstücksfernsehen, zu Spenden aufgerufen. Eine Hauptshow gab es nicht, stattdessen gab es am 12. November 2009 ganztags Liveschalten, während derer Sonya Kraus die Zuschauer zum Spenden animierte.
Prominente Unterstützer, welche an den Spendentelefonen saßen, waren u. a. Annemarie Warnkross, Daniel Aminati, Queensberry, Alexander Walzer, Peyman Amin, Michael Wendler sowie die GNTM-Teilnehmerinnen Mandy Bork, Ira Meindl und Janina Delia Schmidt.

### Red Nose Day 2010
Der Red Nose Day wurde im Jahr 2010 über vier Tage ausgestrahlt. Beginnend am 23. November 2010 startet kabel eins, gefolgt von Sixx, am dritten Tag rief ProSieben zum Spenden auf und abschließend wurde von SAT.1 am 26. November 2010 durch den Red Nose Day geführt.
Prominente, die ab dem 23. November 2010 zum Spenden aufriefen, waren u. a. Katy Perry, Sonya Kraus, Jumbo Schreiner, Teilnehmer von Popstars, Phil Collins, Johannes B. Kerner, Charlotte Engelhardt, Jeanette Biedermann, Andrea Kaiser, Sara Nuru, Daniel Aminati, Regina Halmich, Christine Theiss, Franz Beckenbauer und Felix Sturm. Zu den Großspendern gehörte das Musical Starlight Express sowie Stada. Nach vier Tagen konnte bereits eine Summe von fast 1,9 Mio. Euro gesammelt werden.

### Red Nose Day 2011
Vom 5. bis 8. Dezember 2011 fand der neunte Red Nose Day auf SAT.1, ProSieben, Kabel eins und Sixx statt. In Einspielern und Sendungen wurde zum Spenden animiert. Die Benefizgala Zeitlos – Eine Musical-Reise fand am 20. November 2011 in Bochum statt: Darsteller des Musicals Starlight Express führten Gäste durch die Musical-Geschichte des 20. Jahrhunderts. Moderiert wurde die Gala von Maik Klokow und Sonya Kraus.

### Red Nose Day 2012
Am 29. November 2012 fand der Red Nose Day statt. Das Leitmotiv des Jahres People Help The People vertrat die Sängerin Birdy in einem gleichnamigen Song.

### Red Nose Day 2013
Der Red Nose Day im Jahr 2013 fand im Dezember statt. Unterstützer waren u. a. von Christoph Maria Herbst, Nela Lee und Annica Hansen. In den Nachmittagssendungen von ProSieben wurde wiederholt zum Spenden für Kinder in Not aufgerufen, u. a. während Taff, Galileo und Red. Zu den Großspendern gehörte das Musical Starlight Express. Es wurde knapp eine halbe Million Euro für gute Zwecke gesammelt.

### Red Nose Day 2014
Im Dezember 2014 fand der zwölfte Red Nose Day statt. Gesammelte Spenden sollten den Umbau eines SOS-Kinderdorf-Hauses sowie Weihnachtsgeschenke für Kinder ermöglichen.

### Red Nose Day 2015
Der 13. Red Nose Day fand am 18. Mai 2015 statt. Das Event begann bereits am 11. Mai 2015 mit der Week of W.O.W., in der verschiedene preisgekrönte Filme, wie Super 8, Tomorrow, When the War Began, Freunde mit gewissen Vorzügen, Resident Evil: Afterlife, Die Tribute von Panem – The Hunger Games und Final Destination 3 gezeigt wurden. Weiterhin startete eine neue Staffel von Two and a Half Men und Grey’s Anatomy.
Als Teil der Week of W.O.W. wurde zudem das Finale der zehnten Staffel Germany’s Next Topmodel am 14. Mai 2015 gezeigt und ein Kalender mit von Kristian Schuller geschossenen Fotos verkauft. Der Höhepunkt war eine von Joko Winterscheidt und Klaas Heufer-Umlauf Spezialausgabe von Circus HalliGalli. Gäste waren u. a. Lena Meyer-Landrut und die Band Kraftklub.
Unterstützer des Red Nose Days waren u. a. Wolfgang Joop und Bonnie Strange. Es sollten Spenden für den Bau einer neuen Arche in Berlin-Treptow gesammelt werden. Erlöse gingen weiterhin an CARE International, welches das Geld an die Erdbebenopfer in Nepal weiterleitet und ihnen beim Wiederaufbau half.

### Red Nose Day 2016
Am 30. Mai 2016 fand der Red Nose Day erneut mit Unterstützung des Musicals Starlight Express statt. Die Hauptsendung war wieder eine von Joko und Klaas moderierte Spezialausgabe von Circus HalliGalli. Unterstützt wurde die Spendenshow u. a. von Jérôme Boateng, Palina Rojinski, Matthias Schweighöfer, Olli Schulz, Nora Tschirner, Otto Waalkes, Udo Walz, Thore Schölermann sowie Annemarie Carpendale und Wayne Carpendale. Spendenerlöse kamen Der Arche zugute.

### Red Nose Day 2017
Am 30. Mai 2017 wurden ab 22:10 Uhr live während der von Joko und Klaas moderierten Spezialsendung Circus HalliGalli – Red Nose Day Spezial Spenden, u. a. für Die Arche, gesammelt. Gäste waren u. a. Dwayne Johnson, Zac Efron, Kelly Rohrbach, Alexandra Daddario, Lilly Becker, Katy Perry und Marteria.
Es wurde zudem eine Limited Edition in Kooperation mit Ritter Sport und Circus HalliGalli produziert, wobei ein Teil des Verkaufserlöses dem Red Nose Day zugutekam.
Die Spendensumme belief sich auf etwa 150.000 Euro. Die Livesendung erreichte bei den 14- bis 49-Jährigen einen Marktanteil von 0,61 Millionen Zuschauern. Insgesamt sahen 0,69 Millionen Zuschauer bei einem Gesamtmarktanteil von 3,4 Prozent die Show.

### Red Nose Day 2018
Ab dem 23. April 2018 wurde auf ProSieben und SAT.1 für den Red Nose Day geworben. In sozialen Medien, durch Teaser, Trailer und online wurde zum Spenden aufgerufen. Als Höhepunkt wurde am 28. April um 20:15 Uhr ein Beginner gegen Gewinner - Red Nose Day Spezial ausgestrahlt. Moderator war Joko Winterscheidt, welcher u. a. Sophia Thomalla, Frank Stäbler, Palina Rojinski, Boris Becker, Kostja Ullmann, Thomas Hajo, Jochen Schropp, ConCrafter, Julien Bam, Rezo und Kelly MissesVlog als Gäste begrüßte. Unterstützt wurden die Lukas Podolski Stiftung sowie die Kampagne #STOP10SECONDS von UNICEF, welche sich für Kinder im Südsudan einsetzt. Pate letzterer Kampagne war Mats Hummels.
Am Ende der Sendung wurde eine Summe von über 290.000 Euro erzielt. Der Marktanteil betrug 9,4 Prozent in der Zielgruppe der 14 bis 49 Jährigen.

## Red Nose Day in weiteren Ländern
Im Jahr 2015 fand der Red Nose Day erstmals in den USA statt, durch welchen 25 Millionen US-Dollar Spenden gesammelt wurden. John Legend und Sam Smith nahmen gemeinsam das Lied Lay Me Down auf. Im folgenden Jahr wurden 31,5 Millionen US-Dollar während einer dreistündigen Livesendung gesammelt. Prominente, die die Sendung unterstützten, waren u. a. Julia Roberts, Will Ferrell, Ellen DeGeneres, Jack Black, Kobe Bryant, Paul Rudd, Julianne Moore, Liam Neeson, Emma Thompson, Celine Dion, Anna Kendrick, Seth Rogen, Zac Efron, Bono, Ashton Kutcher, Mila Kunis, Vince Vaughn, Elton John und Blake Shelton. Seither findet die Kampagne jährlich statt.
In vielen weiteren Ländern wurde der Red Nose Day organisiert, u. a. Irland, Finnland, Norwegen, Island und Kanada. Weiterhin in Slowenien, Slowakei, Polen, Palästina, Litauen, Jordanien, Ungarn, Tschechien, Kroatien und Österreich.